# Bhava Varman Ier
Bhava Varman Ier est un roi khmer de la fin du VIe siècle.

## Contexte
Marié à Kambujarajalaksmi, il est le fils ou petit-fils de Viravarman.
Il se serait taillé un royaume « par sa propre énergie », laissant supposer qu’il n’était pas le successeur légitime de Viravarman[C'est-à-dire ?].
Son domaine se situait autour de Sambor Prei Kuk (où Içanavarman Ier établit ultérieurement sa capitale), mais il s'étendait vraisemblablement jusque dans la région de Battambang et dans le sud du Cambodge ; il était également connu en Thaïlande centrale.